# Le Chandelier
Pour l’article homonyme, voir Le Chandelier (téléfilm).
Le Chandelier est une pièce de théâtre en trois actes d'Alfred de Musset, parue en 1835.

## Historique
Le Chandelier est paru dans la Revue des deux Mondes en 1835. Il a ensuite été monté au Théâtre-Historique le 10 août 1848. Une jeune actrice prometteuse, mademoiselle Maillet, remplissait le rôle de Jacqueline. Elle mourut quelques mois plus tard. La distribution des autres rôles était si défectueuse et l’exécution si insuffisante, que le public put à peine comprendre la pièce. C’était une œuvre trop délicate pour attirer la foule au boulevard du Temple, elle disparut après quelques représentations. Le 29 juin 1850, il reparut sur l’affiche de la Comédie-Française, avec Delaunay dans le rôle de Fortunio et Allan dans le rôle de Jacqueline, et cette fois elle fut jouée avec une rare perfection. C’est pourquoi on a considéré les artistes de la Comédie-Française comme ayant créé les rôles.
La pièce a brièvement été interdite, au mois d'octobre 1850, alors qu’on jouait encore le Chandelier avec un grand succès, par un ordre exprès du ministre de l’Intérieur Léon Faucher.

## Argument
Cette histoire est celle du chandelier qui brûle les doigts de celui qui l’avait allumé : le notaire maître André est courroucé contre sa femme, la jeune et jolie Jacqueline, car un de ses clercs a vu un homme escalader son balcon. Il veut en acquérir la preuve pour mener la coupable en justice. Il entre dans la chambre de sa femme qui dort ou fait semblant de dormir. Menacée du contenu du pot à eau de sa toilette, elle se réveille et se justifie des soupçons de son mari avec tant d’adresse et d’énergie que maître André tombe à ses genoux, lui demande pardon de ses injures et s’en retourne sans vouloir faire de perquisition dans la chambre à coucher. À peine est-il parti que Jacqueline ouvre vite une armoire pour en faire sortir, tout brisé, le capitaine Clavaroche, son amant. Il suggère à Jacqueline, pour détourner les soupçons de son mari, de choisir « un chandelier », c’est-à-dire un jeune homme dont elle se fera aimer en feignant pour lui un certain attachement et qui sera par suite surveillé, tandis que le véritable amant jouira en paix de sa conquête. Forcée d’avoir recours à cet expédient, Jacqueline choisit, pour tenir le rôle de l’obligeant porte-flambeau, Fortunio, troisième clerc de son mari. Or il se trouve justement que Fortunio aime Jacqueline à la folie. Il remplit donc parfaitement son rôle pendant que Clavaroche rit de sa naïveté, le fait chanter à table et le désigne perfidement à la jalousie de maitre André. Lorsqu’une conversation surprise par hasard lui révèle que Clavaroche est le véritable amant de Jacqueline, le désespoir envahit le jeune Fortunio. Comme le notaire, dont les pièges à loup mis pour surprendre l’amant de sa femme n’ont attrapé qu’un chat, a de nouveaux soupçons qu’il prétend éclaircir en se cachant la nuit dans l’étude, Clavaroche, qui s’est aperçu que Jacqueline commençait à s’éprendre du jeune clerc, conseille à celle-ci d’écrire à Fortunio pour lui donner, à minuit, rendez-vous au jardin. Jacqueline envoie le billet, mais émue par les déclarations de Fortunio, elle craint que maître André n’agisse trop brutalement avec lui et le fait venir dans sa chambre. Fortunio se présente et accable la jeune femme de reproches : il savait tout et, malgré cela, serait allé à minuit se dévouer et mourir pour elle. Touchée, Jacqueline ne peut résister à ce témoignage d’amour et se jette dans les bras du clerc qui, triomphant, dit à son tour à l’officier penaud : « Chantez donc, M. Clavaroche ! »

## Personnages
- Maitre André, notaire
- Jacqueline, sa femme
- Clavaroche, officier de dragons
- Fortunio, clerc
- Guillaume, clerc
- Landry, clerc
- Une servante
- Un jardinier

## Adaptations

### À l'opéra-comique
- En 1861, Jacques Offenbach, qui a écrit la musique de scène pour la production de la Comédie-Française, donne une suite à la pièce sous la forme d'un opéra-comique intitulé La Chanson de Fortunio.
- En 1907, André Messager écrit Fortunio, un opéra-comique adapté de la pièce.
- En 1914, Raul Koczalski écrit Jacqueline, un opéra op. 73 adapté de la pièce.

### Au cinéma
- En 1910, André Calmettes réalise pour le cinéma une adaptation de la pièce sous le titre La Mésaventure du capitaine Clavaroche.

### À la télévision
- En 1974, Paul Blouin réalise pour la télévision de Radio-Canada le téléthéâtre Le Chandelier, avec Daniel Gadouas.
- Claude Santelli réalise Le Chandelier, un téléfilm diffusé pour la première fois le 17 décembre 1977.